# Панеллініос (баскетбольний клуб)
Панеллініос (грец. Πανελλήνιος Γ.Σ. ΚΑΕ) — баскетбольний клуб міста Афіни, Греція.

## Досягнення
- A1 Етнікі — 6 перемог (1929, 1939, 1940, 1953, 1955, 1957);
- A2 Етнікі — 2 перемоги (1987, 2004).